# Sarcofago di Meresankh II (27.441a-b)
Il sarcofago di Meresankh II (27.441a-b) è il sarcofago in granito della antica "sposa reale" egizia Meresankh II della IV dinastia. 
Meresankh II fu figlia del grande faraone Cheope (2589–2566 a.C.) e della "sposa reale" Meritites I; andò in sposa prima al proprio fratello o fratellastro Horbaef, principe d'Egitto, e in un secondo momento al faraone Djedefra (o al fratello e successore Chefren). Fu sepolta nella doppia mastaba G 7410 - 7420 a Giza, accanto al primo marito Horbaef. Gli scavi nel sito furono effettuati dall'archeologo statunitense George Reisner. Meresankh II fu inumata in un pozzo (G 7410B) completato da due camere, mentre Horbaef fu sepolto nel pozzo G 7420A.
Il sarcofago di Meresankh fu scoperto e rimosso nel 1927; si trova al Museum of Fine Arts di Boston. È in granito rosso e reca iscrizioni su ogni lato; un lato riproduce la facciata del palazzo reale, completa del portale. A sinistra della facciata compare l'iscrizione:
Mentre i geroglifici sulla destra identificano Meresankh come

Sul coperchio è raffigurato uno sciacallo, in riferimento al dio funerario Anubi, mentre sulle estremità sono incise liste di offerte. 

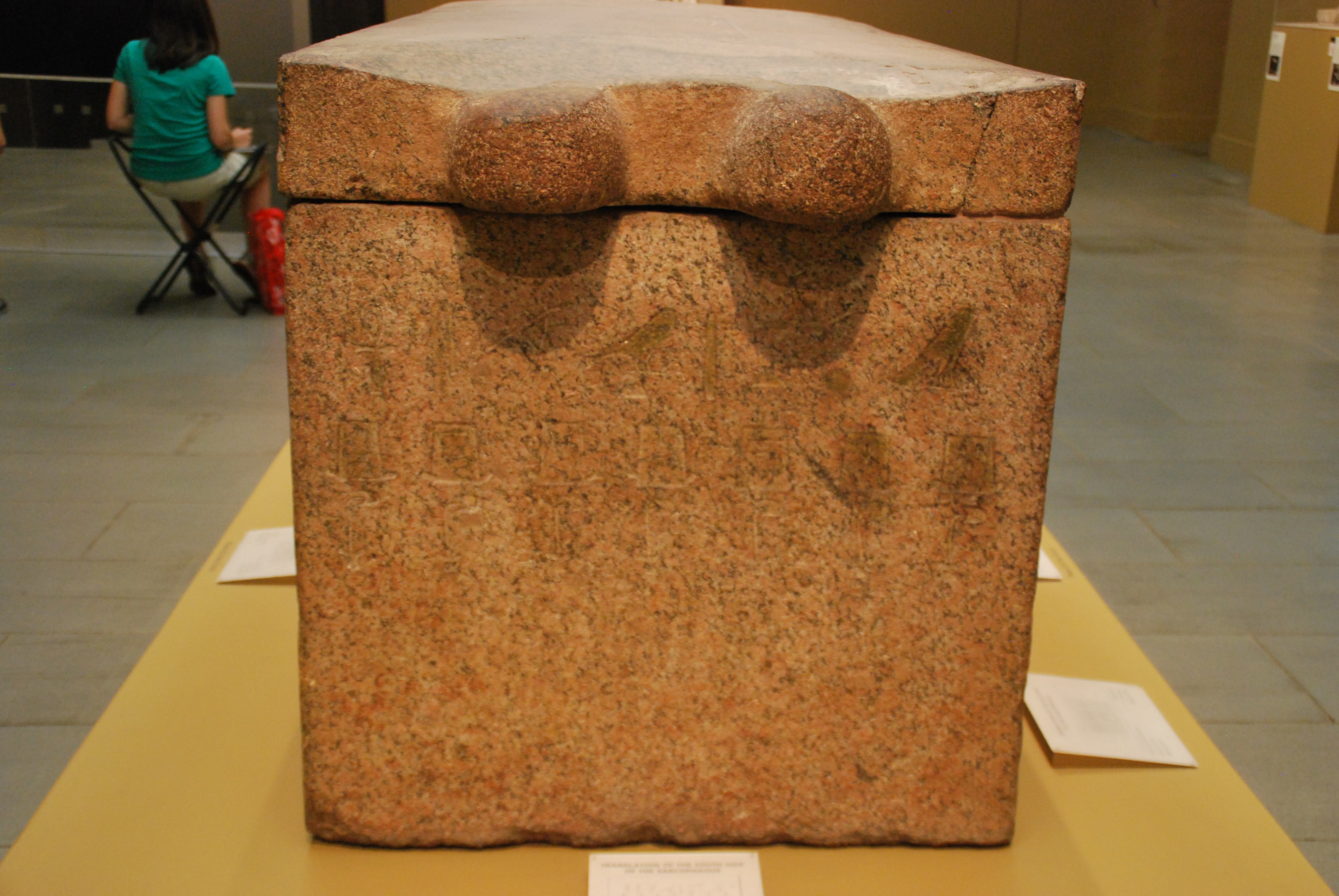
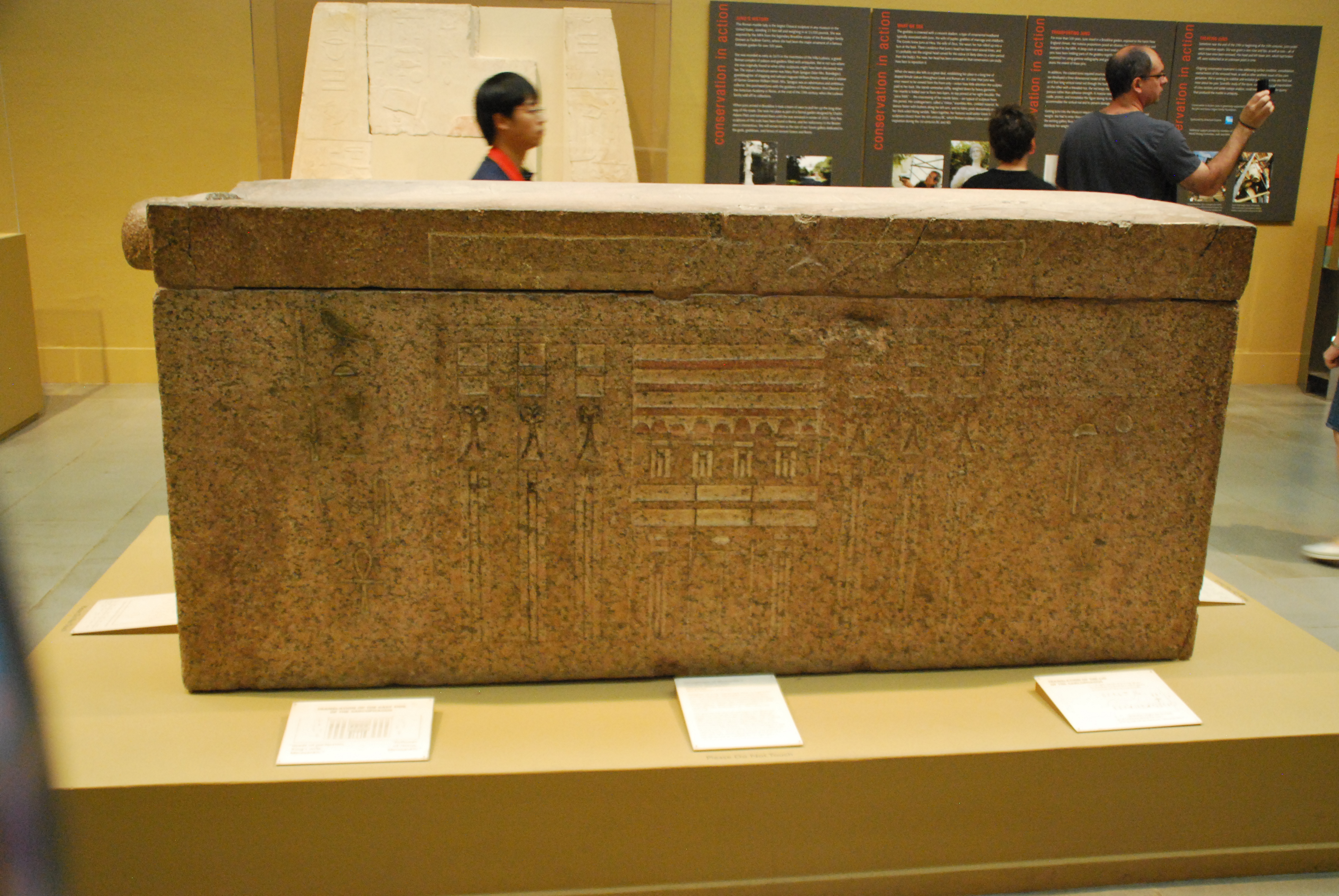
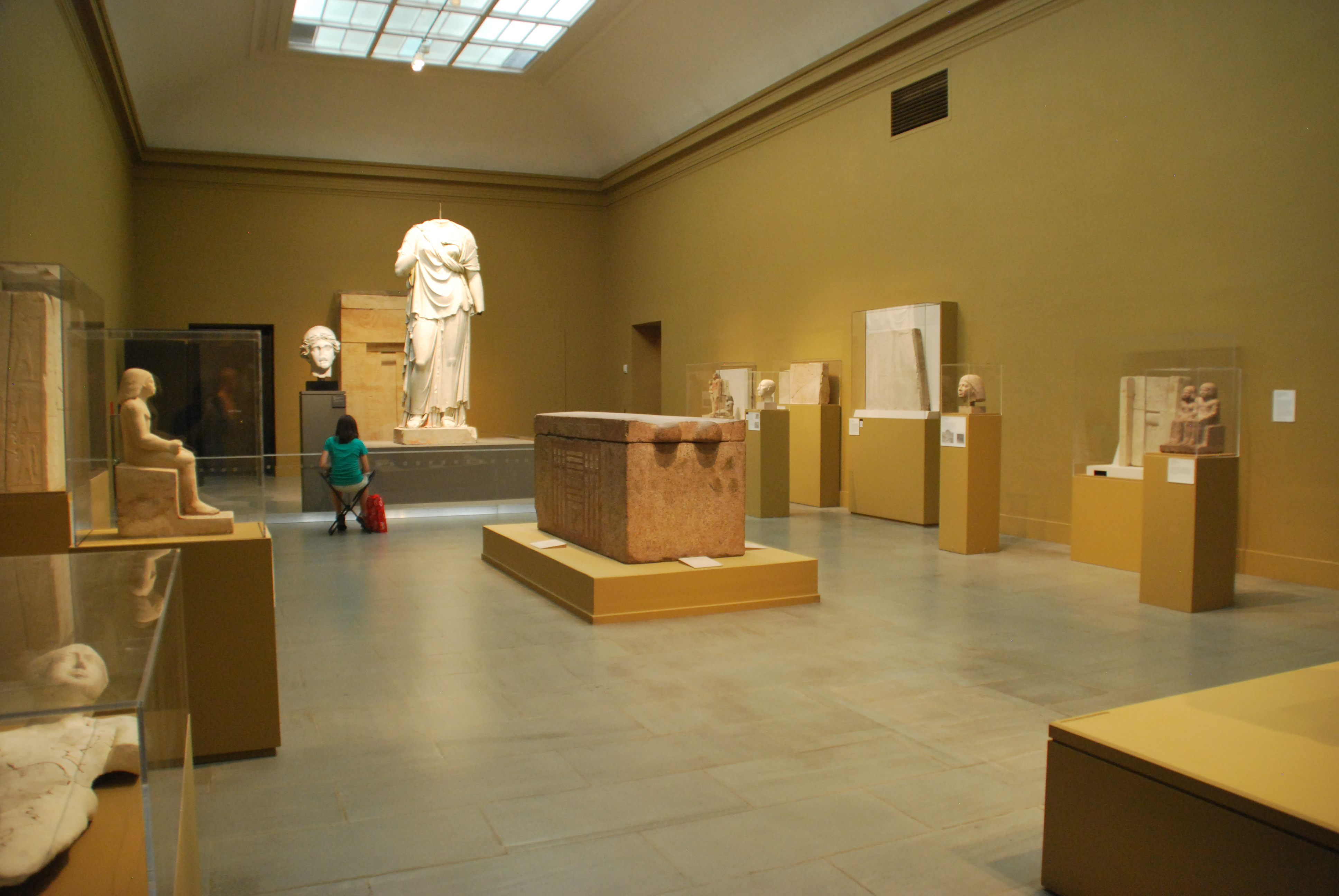